# Christian Rontini
Christian Mangaron Rontini (* 20. Juli 1999 in Bagno a Ripoli, Italien) ist ein philippinisch-italienischer Fußballspieler.

## Karriere

### Klub
Nach seinem Jugendklub Floria 2000, führte ihn der Verlauf seiner jungen Karriere im Erwachsenenbereich erst zur USD Antella 99, welche er im Sommer 2018 in Richtung des Serie-D-Klubs Sangiovannese verließ. Nach seiner ersten Saison verlängerte er seinen Kontrakt mit dem Klub, kam im Gegensatz zu seiner ersten Saison jedoch nur noch sporadisch zum Einsatz. Im März 2021 kehrte er zur USD Antella zurück, bis es ihn im Sommer des Jahres auf die Philippinen zog.
Hier spielte er für das PFF Development Team und kam auf ein paar Einsätze in der verkürzten Saison 2020 der Philippines Football League. Im Februar 2022 ging es für ihn weiter nach Malaysia. Hier schloss er sich dem Penang FC an, bei dem er in der dortigen Super League einen Stammplatz in seiner Mannschaft einnahm. Im darauffolgenden Februar wechselte er ligaintern zum Kelantan FC, ehe es für ihn im Sommer 2023 weiter nach Indonesien zu Persita Tangerang ging – auch hier war er Stammspieler. Seit der Saison 2024/25 steht Rontini bei Madura United unter Vertrag. Hier kam er per Einwechslung am 2. November 2024 zu seinem ersten Einsatz in der AFC Challenge League. Nach sechs Ligaspielen ging er im Januar 2025 nach Thailand. Hier unterschrieb er einen Vertrag beim Erstligisten Nongbua Pitchaya FC. Am Ende der Saison 2024/25 belegte er mit Nongbua den 14. Tabellenplatz und musste somit in die zweite Liga absteigen.

### Nationalmannschaft
Am 7. Juni 2019 debütierte Rontini für die philippinische A-Nationalmannschaft, als er bei einer 0:2-Freundschaftsspielniederlage gegen die Volksrepublik China zur 86. Minute für Curt Dizon eingewechselt wurde.
Danach kam er erst einmal für die U22-Auswahl zum Einsatz, mit der er auf ein paar Einsätze bei den Südostasienspielen 2019 kam. Anschließend ging es  für ihn ab Oktober 2021 bei der U23-Auswahl weiter mit Einsätzen bei der Asienmeisterschaftsqualifikation. Auch an den Südostasienspielen 2022 nahm er mit der Mannschaft teil.
Nachdem er für die Südostasienmeisterschaft 2020 wieder für die A-Mannschaft nominiert wurde, hier jedoch nicht zum Einsatz kam, folgte eine Nominierung zum Turnier im Jahr 2022, bei dem er in den letzten drei Gruppenspielpartien ein wenig Spielzeit bekam. In der letzten Partie stand er erstmals in der Startaufstellung. Bei einem 2:1-Freundschaftsspielsieg über Afghanistan am 12. September 2023 erzielte er sein erstes Länderspieltor.
Seitdem sammelte er mit seinem Team weitere Einsätze in der Qualifikation für die Weltmeisterschaft 2026 und bekam noch einige Freundschaftsspieleinsätze.